# Ginoria jimenezii
Ginoria jimenezii är en fackelblomsväxtart som beskrevs av Brother Alain. Ginoria jimenezii ingår i släktet Ginoria och familjen fackelblomsväxter. Inga underarter finns listade i Catalogue of Life.